# 元袭 (河内郡太守)
元袭（？—529年7月13日），一名桃汤，河南郡洛阳县（今河南省洛阳市东）人，北魏宗室、官员。

## 生平
永安二年六月，元颢派车骑将军、都督宗正珍孙和河内郡太守元袭守卫河内郡，魏孝庄帝元子攸和尔朱荣派兵进攻，上党王元天穆也派兵和尔朱荣汇合，进攻未能攻克。当时夏季炽热，北魏的将士疲劳，尔朱荣想要让魏孝庄帝前往晋阳，等到秋天再进攻元颢。还没决定时，尔朱荣召见刘灵助占卜，刘灵助说：“一定攻克。”次日六月壬寅（529年7月13日），北魏军队全力进攻，河内郡城被攻克，宗正珍孙和元袭被斩首，示众三军。